# Дискография Lostprophets
Дискография «Lostprophets», валлийской альтернативной рок-группы, включает 4 студийных альбома, 15 синглов и 3 ранних демозаписи.
Группа была сформирована в 1997 году, а в 2000 выпустила дебютный альбом «Thefakesoundofprogress» на независимом лейбле «Visible Noise». Титульный сингл с него, The Fake Sound of Progress, был довольно успешен в Великобритании, а Shinobi vs. Dragon Ninja — и на альтернативных радиостанциях США. В феврале 2004 года вышел второй альбом, «Start Something», ставший платиновым, четвёртым в UK Album Chart, и разошедшийся тиражом в 2,5 миллиона копий. Сингл Last Train Home возглавил американский чарт Alternative Songs и стал восьмым в UK Singles Chart. Третий альбом, «Liberation Transmission», вышел в июне 2007 года и возглавил британский чарт. Сингл Rooftops (A Liberation Broadcast) повторил успех Last Train Home, став восьмым на родине. Выпуск четвёртого альбома, «The Betrayed», неоднократно переносился. Он вышел в январе 2010 года и не сумел повторить успех предыдущих.

## Альбомы

### Студийные альбомы
| Год  | Детали альбома                                                                                  | Высшие позиции в чартах | Высшие позиции в чартах | Высшие позиции в чартах | Высшие позиции в чартах | Высшие позиции в чартах | Высшие позиции в чартах | Высшие позиции в чартах | Высшие позиции в чартах | Высшие позиции в чартах | Высшие позиции в чартах | Сертификация                   |  |
| Год  | Детали альбома                                                                                  | UK                      | AUT                     | BEL                     | FRA                     | GER                     | IRL                     | NL                      | NZ                      | SWI                     | US                      | Сертификация                   |  |
| ---- | ----------------------------------------------------------------------------------------------- | ----------------------- | ----------------------- | ----------------------- | ----------------------- | ----------------------- | ----------------------- | ----------------------- | ----------------------- | ----------------------- | ----------------------- | ------------------------------ |  |
| 2000 | Thefakesoundofprogress - Выход: 27 ноября 2000 - Лейбл: Visible Noise (#85955) - Формат: CD, LP | 44                      | —                       | —                       | —                       | —                       | —                       | —                       | —                       | —                       | 186                     | - UK: Платиновый               |  |
| 2004 | Start Something - Выход: 2 февраля 2004 - Лейбл: Visible Noise (#86554) - Формат: CD, ЦД        | 4                       | 60                      | —                       | 69                      | 51                      | 61                      | —                       | 14                      | —                       | 33                      | - UK: Платиновый - US: Золотой |  |
| 2006 | Liberation Transmission - Выход: 26 июня 2006 - Лейбл: Visible Noise (#96531) - Формат: CD, ЦД  | 1                       | 44                      | 74                      | 94                      | 31                      | 30                      | 87                      | 14                      | 34                      | 33                      | - UK: Золотой                  |  |
| 2010 | The Betrayed - Выход: 18 января 2010 - Лейбл: Visible Noise - Формат: CD, ЦД                    | 3                       | —                       | —                       | —                       | —                       | 42                      | —                       | —                       | —                       | —                       | - UK: Золотой                  |  |
| 2012 | Weapons - Выход: 2 апреля 2012 - Label: Epic - Формат: CD, LP, ЦД                               | 9                       | 55                      | 74                      | —                       | —                       | 86                      | 52                      | —                       | —                       | —                       | —                              |  |

### Демозаписи (EP)
- 1997 — Here Comes the Party
- 1998 — Para Todas las Putas Celosas
- 1999 — The Fake Sound of Progress

## Синглы
| Год  | Песня                                                       | Высшие позиции в чартах | Высшие позиции в чартах | Высшие позиции в чартах | Высшие позиции в чартах | Высшие позиции в чартах | Высшие позиции в чартах | Высшие позиции в чартах | Высшие позиции в чартах | Альбом                     |
| Год  | Песня                                                       | UK                      | AUS                     | GER                     | IRL                     | NZ                      | US                      | US Alt                  | US Main                 | Альбом                     |
| ---- | ----------------------------------------------------------- | ----------------------- | ----------------------- | ----------------------- | ----------------------- | ----------------------- | ----------------------- | ----------------------- | ----------------------- | -------------------------- |
| 2001 | «Shinobi vs. Dragon Ninja»                                  | 41                      | —                       | —                       | —                       | —                       | —                       | 33                      | —                       | The Fake Sound of Progress |
| 2002 | «The Fake Sound of Progress»                                | 21                      | —                       | —                       | —                       | —                       | —                       | —                       | —                       | The Fake Sound of Progress |
| 2003 | «Burn Burn»                                                 | 17                      | 48                      | 81                      | —                       | —                       | —                       | —                       | —                       | Start Something            |
| 2004 | «Last Train Home»                                           | 8                       | 68                      | 48                      | —                       | —                       | 75                      | 1                       | 10                      | Start Something            |
| 2004 | «Wake Up (Make a Move)»                                     | 18                      | —                       | —                       | —                       | —                       | —                       | 9                       | 16                      | Start Something            |
| 2004 | «Last Summer»                                               | 13                      | —                       | —                       | —                       | —                       | —                       | —                       | —                       | Start Something            |
| 2004 | «Goodbye Tonight»                                           | 42                      | —                       | —                       | —                       | —                       | —                       | —                       | —                       | Start Something            |
| 2005 | «I Don't Know»                                              | —                       | —                       | —                       | —                       | —                       | —                       | 11                      | 24                      | Start Something            |
| 2006 | «Rooftops (A Liberation Broadcast)»                         | 8                       | —                       | —                       | 36                      | 25                      | 114                     | 15                      | 22                      | Liberation Transmission    |
| 2006 | «A Town Called Hypocrisy»                                   | 23                      | —                       | —                       | —                       | —                       | —                       | —                       | —                       | Liberation Transmission    |
| 2006 | «Can’t Catch Tomorrow»                                      | 35                      | —                       | —                       | —                       | —                       | —                       | —                       | —                       | Liberation Transmission    |
| 2007 | «4:AM Forever»                                              | 34                      | —                       | —                       | —                       | —                       | —                       | —                       | —                       | Liberation Transmission    |
| 2009 | «It's Not the End of the World, But I Can See It from Here» | 16                      | —                       | —                       | —                       | —                       | —                       | —                       | —                       | The Betrayed               |
| 2010 | «Where We Belong»                                           | 32                      | —                       | —                       | —                       | —                       | —                       | —                       | —                       | The Betrayed               |
| 2010 | «For He's a Jolly Good Felon»                               | 99                      | —                       | —                       | —                       | —                       | —                       | —                       | —                       | The Betrayed               |

## Видеоклипы
| Год  | Песня                                                       | Режиссёр                             |
| ---- | ----------------------------------------------------------- | ------------------------------------ |
| 2001 | «Shinobi vs. Dragon Ninja»                                  | Майк Писчителли                      |
| 2002 | «The Fake Sound of Progress»                                | Майк Писчителли                      |
| 2003 | «Burn Burn»                                                 | Патрик Кьели                         |
| 2004 | «Last Train Home»                                           | Брайан Уэбер                         |
| 2004 | «Wake Up (Make a Move)»                                     | Видео с концерта в Орландо (Флорида) |
| 2004 | «Last Summer»                                               | The Malloys                          |
| 2005 | «Goodbye Tonight»                                           | Стивен Оритт                         |
| 2006 | «Rooftops»                                                  | Райан Смит                           |
| 2006 | «A Town Called Hypocrisy»                                   | Райан Смит                           |
| 2006 | «Can’t Catch Tomorrow»                                      | Райан Смит                           |
| 2007 | «4:AM Forever»                                              | Райан Смит                           |
| 2009 | «It’s Not the End of the World, But I Can See It from Here» | Дэвид Аллен                          |
| 2009 | «Where We Belong»                                           |                                      |
| 2010 | «For He’s a Jolly Good Felon»                               |                                      |

## Другие издания
| Год  | Песня               | Альбом                                           | Примечание                                                                   |
| ---- | ------------------- | ------------------------------------------------ | ---------------------------------------------------------------------------- |
| 2001 | «Figure of Eight»   | Electric Ballroom Presents: Ful Tilt, Vol. 3     | Turbulent Soundscape mix                                                     |
| 2004 |                     | Maximum Lostprophets: The Unauthorized Biography | Раритетный биографический CD                                                 |
| 2004 | «Lucky You»         | Spider-Man 2 (саундтрек)                         | Песня записана специально для фильма «Человек-паук 2»                        |
| 2007 | «Going Underground» | Punk the Clock Volume 3                          | Кавер на песню «The Jam»                                                     |
| 2007 | «Davidian»          | Kerrang! Higher Voltage                          | Кавер на песню «Machine Head»                                                |
| 2009 | «Boys Don't Cry»    | Pictures of You                                  | Песня записана для кавер-альбома «The Cure», распространяемого бесплатно NME |